# Micah Christenson
Micah Makanamaikalani Christenson (Honolulu, 8 mei 1993) is een amerikaans volleyballer, gespecialiseerd als spelverdeler.

## Sportieve successen

### Club
CEV Champions League:
- 2018
- 2016, 2017

Italiaans kampioenschap:
- 2017
- 2018

Italiaanse Beker:
- 2017

Wereldkampioenschap voor clubteams:
- 2017

Italiaanse Superbeker:
- 2018

Rusland Beker:
- 2021

### Nationaal team
Noord-, Midden- en Caribisch Kampioenschappen Cadetten:
- 2010

Noord-, Midden- en Caribisch Kampioenschappen Junioren:
- 2010, 2012

Noord-, Midden- en Caribisch Kampioenschappen:
- 2013, 2017

FIVB World League:
- 2014
- 2015

Wereldbeker:
- 2015
- 2019

Olympische Spelen:
- 2016

Volkenbond:
- 2019
- 2018

Wereldkampioenschap:
- 2018[2]

## Individuele onderscheidingen
- 2010: Het beste spelverdeler Noord-, Midden- en Caribisch Kampioenschappen Junioren
- 2012: Het beste spelverdeler Noord-, Midden- en Caribisch Kampioenschappen Junioren
- 2012: Het beste spelverdeler en server Noord-, Midden- en Caribisch Kampioenschappen
- 2015: Het beste spelverdeler Wereldbeker
- 2017: "Most Valuable Player" Noord-, Midden- en Caribisch Kampioenschappen
- 2018: Het beste spelverdeler Wereldkampioenschap
- 2018: "Most Valuable Player" Italiaanse Superbeker
- 2019: Het beste spelverdeler Volkenbond
- 2019: Het beste spelverdeler Wereldbeker